# Latvijas Radio
Latvijas Radio (LR) é uma radiodifusão pública da Letônia. Desde 2013, tem colaborado com a Latvijas Televīzija como parte da Latvijas Sabiedriskie Mediji, plataforma de notícias e de serviços de streaming.